# Iglesia de San Antonio de Padua (Cedillo de la Torre)
La iglesia de San Antonio de Padua es una iglesia de la localidad española de Cedillo de la Torre, en la provincia de Segovia. Cuenta con el estatus de Bien de Interés Cultural.

## Descripción
Ubicada en la localidad segoviana de Cedillo de la Torre, en Castilla y León,  la iglesia tiene planta de cruz latina, formándose los brazos como capillas laterales. Su fábrica general es de mampostería tosca, reservándose el sillar para el acceso principal, las esquinas del edificio y la torre. De su originario estilo románico sólo quedan algunos vestigios, como canecillos, la portada interior del atrio y el cuerpo bajo de la torre, fechándose el resto en el siglo XVIII.
Su esbelta torre, que da nombre al pueblo, es quizás el elemento más destacado del conjunto. De factura románica en su base, con cuatro cuerpos superiores de posterior factura, de planta cuadrada, separados por cornisas, con dobles ventanales de medio punto, estando cegados en el cuerpo bajo; todo ello rematado en fina cornisa por ocho pináculos con bola. La portada principal se sitúa en un zaguán. Está formada por dos cuerpos: el inferior, con arcos de medio punto, de dovelas decoradas con motivos geométricos y florales, enmarcado por semipilares adosados de decoración barroca; el superior, separada de aquel mediante cornisa, aloja una hornacina con venera enmarcada por finas semipilastras, rematando en sus extremos por la prolongación de las pilastras del cuerpo inferior, al lado de los cuales se sitúan pináculos de rica decoración. Por encima, frontón curvo, rematada por pequeñas volutas, entre las que se ubica una cruz. En cuanto a bienes muebles, alberga un interesante conjunto de retablos barrocos.
El 2 de abril de 1998 fue declarada Bien de Interés Cultural con la categoría de monumento, mediante un decreto publicado en el Boletín Oficial de Castilla y León el día 6 de ese mismo mes.